# Martin Stevens
Pour les articles homonymes, voir Stevens.
Martin Peter Stevens (né le 1er février 1929 à Eschweiler et mort le 13 novembre 2015 dans la même ville) est un maître nageur et homme politique allemand (SPD). Du 30 mai 1985 au 31 mai 1995, il est membre du Landtag de Rhénanie-du-Nord-Westphalie.

## Biographie
Malgré une formation réussie de modéliste, Martin Stevens est attiré par la natation. Il complète un apprentissage de maître de natation et est actif dans les sports de club dans sa ville natale dès son plus jeune âge.
Sa carrière politique commence à la même époque. Il est d'abord politiquement actif dans sa ville natale de Weisweiler (qui fait maintenant partie d'Eschweiler) jusqu'à la réorganisation municipale en 1972. Il est membre du conseil de l'arrondissement d'Aix-la-Chapelle depuis le 23 avril 1972. Entre 1991 et 1998, il est chef du groupe parlementaire de district SPD. Il travaille pour le Conseil régional de Rhénanie de 1975 à 1995. En 1985 et 1990, il est élu dans la circonscription d'Aix-la-Chapelle (arrondissement-sud). Son travail se concentre sur la commission des pétitions. En 1995, il décide de ne plus se présenter pour des raisons d'âge.
Pour son travail bénévole, Martin Stevens est honoré de l'ordre du Mérite de la République fédérale d'Allemagne en 1996 par l'ancien président du Landtag Ulrich Schmidt. Il reçoit également la médaille Kurt Koblitz du SPD dans l'arrondissement d'Aix-la-Chapelle.
Après s'être retiré de la politique active, Martin Stevens retourne à la natation. Le quartier de baignade Aachen e. V. a élu Martin Stevens président d'honneur pour sa participation active aux sports de club.